# Кидон (фильм)
Кидон (ивр. כידון‎) — франко-израильский комедийный шпионский боевик 2013 года о попытках израильского Моссада выяснить, кто убил высокопоставленного военного командира ХАМАС Махмуда аль-Мабхуха в 2010 году. В реальной жизни Кидон — это секретное подразделение специального назначения Моссада, занимающееся убийствами.
«Кидон» был написан и срежиссирован Эммануэлем Наккашем. Сцены в отеле снимались в Эйлате, Израиль, который имитировал отель в Дубае, где произошло настоящее убийство.
Когда семья Аль-Мабхуха узнала, что в одной из сцен его персонаж пьёт алкоголь и подчиняется израильской «соблазнительнице» Бар Рафаэли, семья заявила, что подаст в суд, чтобы остановить распространение фильма, утверждая, что он наносит ущерб репутации командира ХАМАС.

## В ролях
- Томер Сислей — Даниэль
- Лионель Абелански[англ.] — Эрик
- Кев Адамс — Facebook
- Ипполит Жирардо — Месье Гарнье
- Элоди Эсме — Солен
- Бар Рафаэли — Эйнав
- Сассон Габай — Яир Ицхаки (Сассон Габай)

## Награды
Кидон был номинирован на премию «Офир» Израильской киноакадемии 2013 года за лучшую женскую роль (Реймонда Амсаллем) и лучший звук (Итай Элохев и Джил Торен). Фильм также был признан «Лучшим фильмом по версии зрительских симпатий» на кинофестивале SERET 2014.